# Physalis queretaroensis
Physalis queretaroensis är en potatisväxtart som beskrevs av Mahinda Martinez, L. Hernández. Physalis queretaroensis ingår i släktet lyktörter, och familjen potatisväxter. Inga underarter finns listade i Catalogue of Life.